# Il principe di Kainor
Il principe di Kainor (Le petit roi) è un film del 1933 diretto da Julien Duvivier.